# مستحرات متقلبة
المستحرات المتقلبة (الاسم العلمي: Thermoproteaceae) هي فصيلة من العتائق تتبع رتبة المستحريات المتقلبة من طائفة المستحرانية المتقلبة.

## أجناس
- مستحرة متقلبة